# Colin Finlayson
Colin Herbert Bain Finlayson (ur. 24 stycznia 1903 w Lismore, zm. 11 marca 1955 w Kemano) – kanadyjski wioślarz pochodzenia australijskiego, srebrny medalista olimpijski.
Wystąpił na igrzyskach olimpijskich w Paryżu w 1924, gdzie Kanadyjczycy w składzie: Archibald Black, George MacKay, Colin Finlayson i William Wood zdobyli srebrny medal w czwórkach bez sternika. W wyścigu finałowym o 4,4 sekundy przegrali z Brytyjczykami. Był to jego jedyny start olimpijski.
Niektóre źródła podają, iż w osadzie Kanady zamiast niego wystartował Alphonse Mariacher, jednak Mariacher nie pojechał na igrzyska w 1924.